# Paulista (metropolitana di San Paolo)
Paulista-Pernamubucanas, in origine Paulista, è una stazione della linea 4 della metropolitana di San Paolo. Si trova sotto tra rua da Consolação, nel quartiere di Consolação. La stazione possiede un collegamento diretto con la stazione Consolação della linea 2.
L'11 aprile 2023, Via Quatro ha informato che, attraverso un contratto di naming rights, la stazione sarebbe stata rinominata Paulista-Pernambucanas per un periodo minimo di cinque anni, a partire dal 10 aprile 2023.

## Storia
È stata inaugurata il 21 giugno 2010.

## Interscambi
La stazione è collegata alla stazione Consolação della linea 2.
Nelle vicinanze della stazione effettuano fermata diverse linee di autobus urbani ed interurbani.
- Fermata metropolitana (Consolação, linea 2)
- Fermata autobus

## Servizi
La stazione dispone di:
- Accessibilità per portatori di handicap
- Ascensori
- Scale mobili
- Biglietteria a sportello
- Biglietteria automatica